# レンジャーボディアーマー

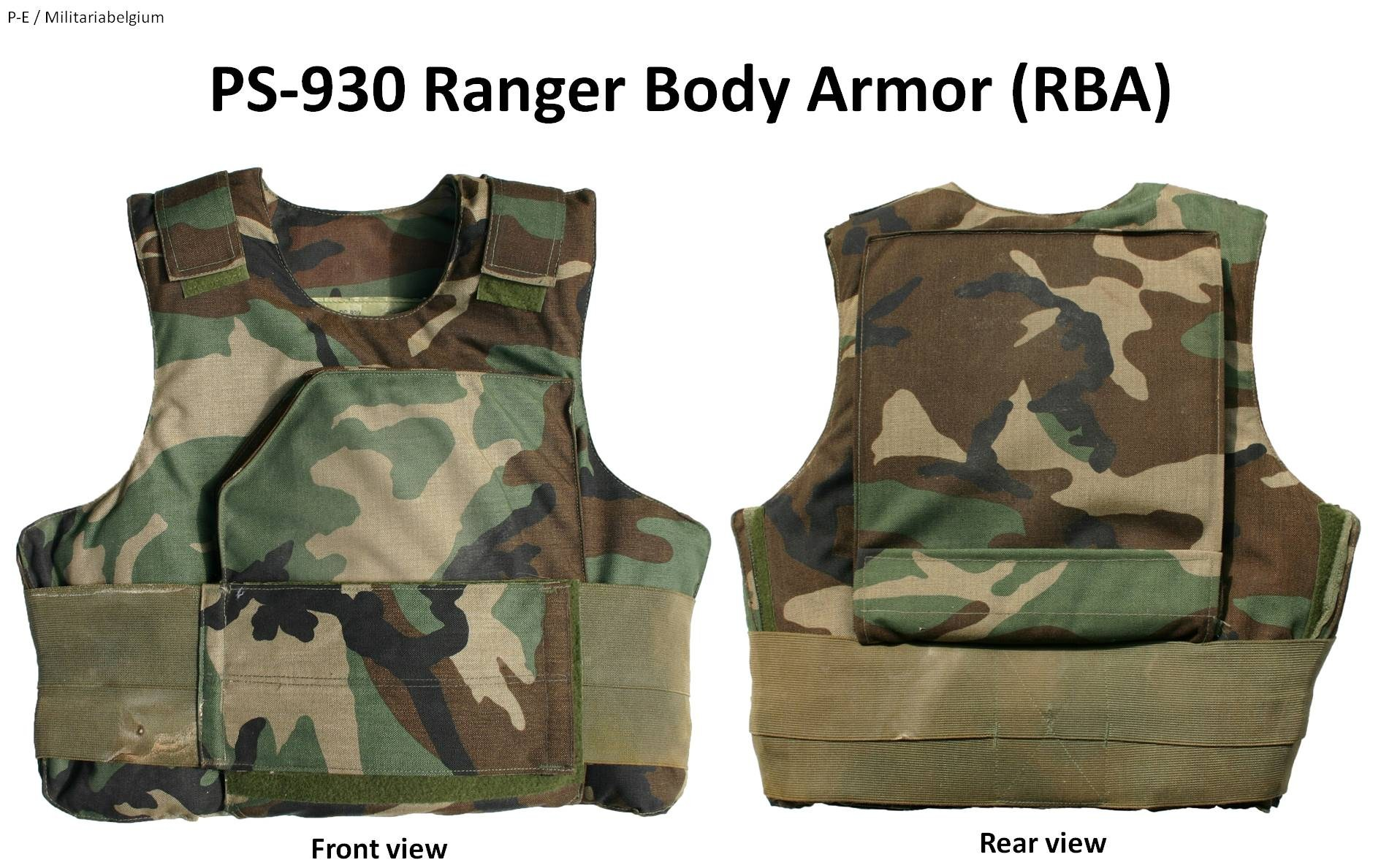
レンジャーボディアーマー

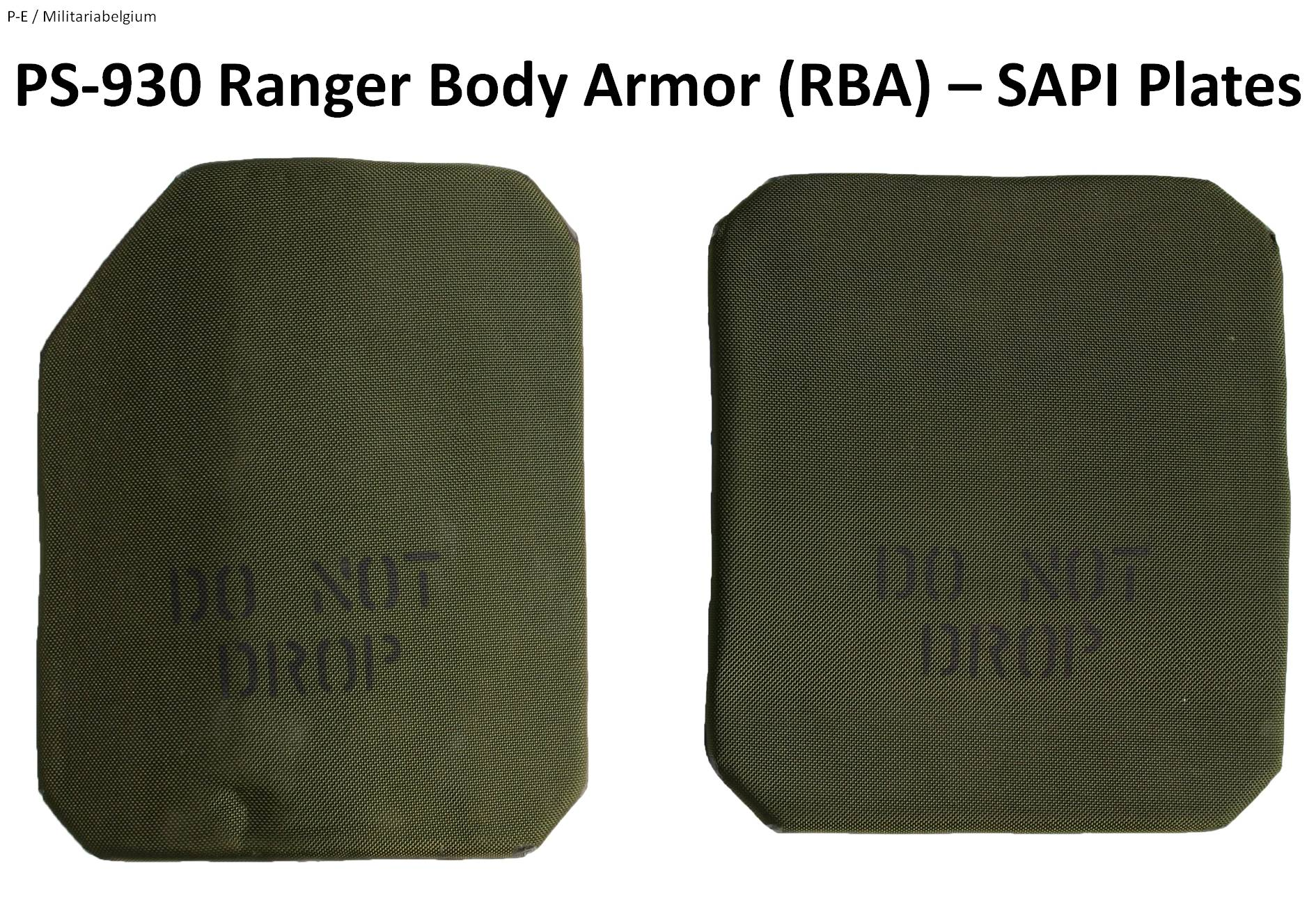
レンジャーボディアーマー用のSAPIプレート。左の正面用プレートは射撃動作の邪魔にならないように右上部がカットされている。

レンジャーボディアーマー（Ranger Body Armor,RBA）は、アメリカ陸軍の第75レンジャー連隊などの特殊部隊で使用されていたボディアーマー
マサチューセッツ州ネイティックのアメリカ陸軍兵士システムセンターが第75レンジャー連隊用に設計し、生産はプロテクティブ・マテリアル社とHSマニュファクチュリング社が担当していた。

## 概要
RBAの本体であるウッドランド迷彩が施されたナイロン製のベストには、拳銃弾や榴弾の破片を阻止可能なアラミド（ケブラーKM2）製のソフトアーマーが挿入されており、さらに前面と後面（初期型は前面のみ）に小銃弾を阻止可能な酸化アルミニウムセラミックプレートを追加装備できる設計になっている。プレート2枚を追加装備した重量は11.4 kg (25.1ポンド)。レンジャー連隊では重いプレートを使用しない者が多く、モガディシュの戦闘では死傷者の増大を招く原因になった。
サイズはミディアム、ラージ、エキストラ-ラージの3つが用意されている。
RBAは1990年代から2000年代まで使用されていたが、すでにCIRASなどのボディアーマーによって更新されており、現在は使用されていない。

## 防弾性能
- ソフトアーマー - NIJ規格レベルIIIA（9mmパラベラム弾や44マグナム弾を阻止可能）
- セラミックプレート - 5.56x45mmNATO弾や7.62x51mmNATOフルメタルジャケット弾を阻止可能